# Франц Ксавер фон Андлав-Бирзек
Франц Ксавер фон Андлав-Бирзек (на немски: Franz Xaver Reichsfreiherr von Andlaw-Birseck'; * 6 октомври 1799 във Фрайбург в Брайзгау; † 4 септември 1876 в Бад Хомбург фор дер Хьое) е имперски фрайхер от род Андлау-Бирзек и баденски дипломат.
Той е син на фрайхер Конрад Карл Фридрих фон Андлау-Бирзек (1766 – 1839), държавен министър на Баден, и съпругата му фрайин Мария София Хелена Валпурга фон Шакмин от Лотарингия (1779 – 1830), дъщеря на фрайхер Франц Стефан Николаус фон Шакмин и графиня Мария Катарина фон Уиберакер цу Зигхартщайн. По-малкият му брат е Хайнрих Бернхард (1802 – 1871).
Франц Ксавер фон Андлав-Бирзек следва право в университетите във Фрайбург, Ландсхут и Хайделберг и след това пътува през Италия, Франция и Англия. Прет 1824 г. той започва държавна slujba vwv външното министерство в Баден. По това време той се жени за Катарина Хирш.
От 1826 до 1830 и отново от 1832 до 1835 г. той е секретар на баденското посолство във Виена , отива 1838 г. баденски-„резидент“ в Мюнхен, 1843 г. в Париж и 1846 г. като извънреден пратеник във Виена. Той се пенсионира през 1856 г. и живее най-вече в Баден-Баден. Като вярващ католик той пише религиозни публикации. Той умира на 4 септември 1876 г. в Бад Хомбург фор дер Хьое.

## Произведения
- Erinnerungsblätter aus den Papieren eines Diplomaten (Frankfurt 1857);
- Mein Tagebuch, 1811 – 61 (Frankfurt 1862, 2 Bde.);
- Die Frauen in der Geschichte (Mainz 1861, 2 Bde.);
- Die byzantinischen Kaiser, ihre Palast-und Familiengeschichten (Mainz 1865);
- Sieben heilige Fürsten (Regensburg 1865).